# Georges Lefebvre
Georges Lefebvre (Lille,7 d'agost de 1874 - Boulogne-Billancourt, 28 d'agost de 1959) va ser un historiador francès especialitzat en la Revolució Francesa.
Presidí des del 1932 la  Société des études robespierristes, que publica els Annales historiques de la Révolution française. Va ocupar la càtedra d’història de la Revolució Francesa a la Sorbona, de 1937 a 1945, i va ser el primer director de l’Institut d'histoire de la Révolution française, del qual en fou el fundador.

## Biografia
Originari del nord de França, Georges Lefebvre va ser fill d’un empleat del comerç. Pujá un per un, com a becari, tots els esglaons de la carrera universitària. Era el germà de Théodore Lefebvre (geògraf i resistent) i l’oncle de Robert Laurent (historiador dels viticultors de la Côte-d’Or).
Es va llicenciar en història i geografia el 1898 i va impartir classes al nivell secundari a Cherbourg, Tourcoing, Lille i, després de 1918, a París, a les escoles secundàries Montaigne i Henri IV fins al 19241.
Alumne a Lille del medievalista Charles Petit-Dutaillis, Lefebvre abandonà ràpidament l'edat mitjana per l'estudi del període revolucionari.
Va defensar la seva tesi doctoral el 1924, als 50 anys quan acabava d'accedir a la Universitat de Clermont-Ferrand. Nomenat professor a la Universitat d'Estrasburg el 1928, Lefebvre es va unir als futurs fundadors dels Annales. La seva relació amb Marc Bloch amplià les seves perspectives.
Incorporat a la Sorbona el 1935, Georges Lefebvre va ocupar dos anys després la càtedra d’història de la Revolució Francesa, i va fundar el mateix any l’Institut d’Història de la Revolució Francesa. Aleshores fou l'encarregat d’organitzar les nombroses commemoracions per al 150è aniversari de la Revolució, previstes per al 1939.
Molt marcat pels anys de guerra, mantingué la seva càrrega de rumb per no deixar la càtedra d’història de la Revolució Francesa en mans del règim de Vichy. Les dificultats foren nombroses i limitaren els projectes científics de Lefebvre, que des de 1940 no poguerem fer aparèixer els Annales historiques de la Révolution française. Com a president de la Société des études robespierristes, càrrec que va ocupar des de la mort de Albert Mathiez el 1932, va haver de fer front a la inactivitat forçada d'aquesta societat, en relació amb tots els cercles acadèmics i estudiosos vinculats amb estudis revolucionaris.
La mort del seu germà Théodore Lefebvre, geògraf i resistent, decapitat a una presó de Wolfenbüttel (Alemanya) el 1943, el deixà profundament traumatitzat per la violència dels anys d’ocupació. Aquests esdeveniments afectaren les seves opcions polítiques durant la guerra, més compromeses i més radicals, sobretot la seva anàlisi marxista.

## Un historiador d'esquerres
Activista d’esquerres, guesdista en la seva joventut en les seves conviccions socialistes, en gran manera deu la seva orientació política i ideològica als seus vincles amb Jean Jaurès.
Historiador social, però sobretot historiador de la ciutat, Lefebvre va estar lligat al llarg de la seva vida i de la seva investigació a un sentiment de solidaritat fraternal amb els homes que lluitaven per la llibertat. La seva vasta erudició i la seva honestedat intel·lectual el varen distanciar de tota classe de simplismes o reduccionsmes ideològics, permetent que la seva obra restàs com una important contribució al coneixement històric.

## Contribució a la història de la Revolució Francesa
La tesi que va presentar el 1924, Les Paysans du Nord pendant la Révolution, va ser acollida pels seus companys (Alphonse Aulard, Albert Mathiez, Henri Pirenne), en tant que Lefebrvre va saber, amb una constància remarcable, examinar i estudiar nombroses fonts estadístiques, renovant alhora l'enfocament d’aquest període, tanmateix molt estudiat. A més, la seva monografia forma part dels inicis de la història econòmica i social en els estudis històrics a França.
Lefebvre, per descomptat, estava influenciat per la lectura de Karl Marx que l'empenyé a utilitzar el paradigma de la lluita de classes per analitzar les relacions entre el poble i els privilegiats. Tanmateix, fou un historiador, no un polemista, que aborda la disciplina en tota la seva complexitat, considerant en les seves síntesis la conjunció de factors socials, econòmics i polítics.
El 1932, va publicar la seva obra més coneguda, la primera i brillant aproximació a les mentalitats col·lectives populars, La Grande Peur de 1789. Aquest llibre li va valer comentaris molt lloables, encara que no exempts d’elements crítics, de banda de Marc Bloch, el seu col·lega estrasburguès, que escrigué a la seva recensió del llibre:
| « | La seva significació, als ulls de l’historiador, resideix sobretot en el valor d’un símptoma, capaç de detectar l'estat del cos social; i és realment d'estudiar amb aquest biaix que el mètode del senyor Lefebvre en treu la seva originalitat. Partint d’aquest conjunt de petits fets, immediatament aparents i on el pintoresquisme pot haver emmascarat sovint el significat profund, l’autor, en cerca gradualment la seva explicació, i ens fa penetrar al cor de la societat francesa del temps, en la seva estructura íntima i en la densa xarxa de les seves múltiples corrents | » |

Lefebvre també va escriure el 1939 una narració sobre els orígens de la Revolució Francesa a Quatre-vingt-neuf, que va tenir un impacte reduït a causa de la guerra. Oferí una versió definitiva de la seva interpretació de les causes d’aquest esdeveniment en un llibre titulat La Révolution française (edició revisada el 1951) que es traduí a l’anglès (The French Revolution el 1962 i The French Revolution from 1793 to 1799 el 1964).
Deixant per un temps el seu període favorit, va escriure en aquesta mateixa època, el 1941, un Napoléon que es tornà a publicar diverses vegades durant més d'una dècada. En aquest llibre, Lefebvre fa de Napoleó l'hereu de la Revolució francesa afegint que la dictadura que va imposar era necessària per a la preservació de l'obra revolucionària després del fracàs del Terror. Per a l'historiador, Bonaparte és un general que se sosté sobre l'armada i pren el poder gràcies a ella, finalitat política que bassa el seu règim en el suport dels notables i així controlant-los, i alhora un advocat que mai qüestiona el principi d'igualtat civil, la gran conquesta de la Revolució.
Georges Lefebvre també va impartir un curs d’historiografia a la Sorbona, que es va publicar només després de la seva mort (transcripció del seu curs 1945-46, La naissance de l'historiographie moderne el 1971).

## Obres
- Annales de l'Est et du Nord (1907)
- Les Paysans du Nord pendant la Révolution française (1924).
- Les origines de la Révolution française a L'évolution de l'humanité.
- La Grande Peur de 1789, ed. Félix Alcan (1932)
- Quatre-Vingt-Neuf : l'année de la Révolution (1939, reed. 1970, reed. 1989 a Éditions Sociales)
- Napoléon, ed. Félix Alcan, col. Peuples et civilisations, 606 p. (1935, reed. 1955)
- La Révolution Française, Presses Universitaires de France (Vol. I, 1951 ; vol. II, 1957)
- Études sur la Révolution française 1954
- Études orléanaises 1962